# Ivan Vyrypaev
Ivan Aleksandrovič Vyrypaev (Иван Александрович Вырыпаев; Irkutsk, 3 agosto 1974) è un attore, drammaturgo, regista e sceneggiatore polacco di origine russa.

## Biografia
Dopo aver terminato gli studi presso la scuola di teatro locale, dal 1995 lavora come attore a Magadan e in Kamčatka, fonda un teatro ad Irkutsk e studia regia per corrispondenza presso l'Accademia di Teatro Šukin di Mosca. Dal 1999 al 2001 insegna recitazione presso l'accademia d'arte drammatica di Irkutsk.
Trasferitosi a Mosca, nel 2001 partecipa alla creazione del teatro indipendente Teatro.doc, e nel 2005 fonda il movimento "Ossigeno". Nell'aprile 2013 diventa direttore artistico del Teatro Stabile Praktika di Mosca, per il quale era già coordinatore artistico dal 2006.

## Cinema

### Sceneggiature
- L'altro quartiere  (2003)
- Boomer 2 (2006)
- Bunker (2006)
- Ejforija (2006)
- Antonina si è voltata (2007)
- La stagione migliore dell'anno (2007) - adattamento del testo teatrale Il Giorno di Valentino
- Ossigeno (2009)
- Bucarest 68 (2010)
- Tanec Deli (2012)

### Regie
- Euforia (2006)
- Ossigeno (2009)
- Fiato spezzato (2009)
- Superfantastico (2009) - film d'animazione
- Tanec Deli (2012) - film presentato al Festival Internazionale del Film di Roma 2012
- Spasenie (2015)

## Teatro

### Regie
- Ju (1998)
- Sogni (1999)
- Makbet
- La città in cui mi trovo
- Spiegare - SDART, Mosca
- La danza di Delhi - Teatro Nazionale di Varsavia
- Luglio
- Commedia - Teatro Praktika, Mosca
- Illusioni - Teatro Praktika, Mosca
- Illusioni
- Matrimonio

### Opere
- Sogni (1999)
- La città in cui mi trovo (2000)
- La giornata di Valentino (2001)
- Ossigeno (2002)
- Genesi n.2 (2004)
- Luglio (2006)
- Spiegare (2008)
- La danza di Delhi (2009)
- Commedia (2010)
- Illusioni (2011)
- Dreamworks (2011)
- Le zanzare ci pungono anche a novembre (2012)
- Ubriachi (2012)
- Ufo (2012)

## Prosa
- Le sentenze di Pantelej Karmanov (2000)
- 13 testi scritti in autunno (2005)
- Epistolario
- Ulan-Hur, il posto dei coltelli
- Bucarest 68

## Pubblicazioni
- I.Vyrypaev,  13 testi scritti in autunno, MOSCA, Ed.Vremja, 2005, ISBN 5-9691-0082-X.
- I.Vyrypaev,  Danse "Delhi", ed. Collection Bleue, 2011, ISBN 978-2-84681-308-2
- I.Vyrypaev,  Les Rêves, ed. Solitaires Intempestifs, 2005 (prima edizione), 2011 (dodicesima edizione), ISBN 2-84681-129-6.
- I.Vyrypaev,  Genèse n.2, ed. Solitaires Intempestifs, 2007, ISBN 978-2-84681-204-7
- I.Vyrypaev,  Oxygène, ed. Solitaires Intempestifs, 2005, ISBN 2-84681-129-6
- I.Vyrypaev, Teatro. Ossigeno; Genesi n.2; Illusioni; Ufo; DreamWorks; Ubriachi; Linea solare; Agitazione, traduzione di Teodoro Bonci del Bene, a cura di Teodoro Bonci del Bene e Fausto Malcovati, Imola, Cue Press, 2019. ISBN 9788855100601.

## Premi
- Maschera d'Oro per Ossigeno
- Leone d'oro alla 63ª Mostra internazionale d'arte cinematografica di Venezia per il film Euforia
- Presidential Council Prize per “Il grande contributo alla letteratura russa”
- Premio Triumph, Mosca 2004
- Vincitore del Volodin Festival -cinque serate, come "Speranza del teatro russo"
- Vincitore del Festival internazionale New Drama
- Vincitore del Festival internazionale "Contact", Toron (Polonia) per Ossigeno
- Secondo premio al Festival di Heidelberg come miglior drammaturgo
- Vincitore del premio Nuova drammaturgia, Mosca, per Ossigeno
- Vincitore del premio Nuova drammaturgia 2005, Mosca, per Genesi n.2
- Vincitore del premio Nuova drammaturgia 2007, Mosca, per Luglio
- Premio Elefante Bianco dell'Unione dei Critici Cinematografici della Federazione Russa
- Miglior drammaturgo, Germania 2009
- Premio Texture: name 2010
- Premio per il miglior spettacolo al XVIII Festival Internazionale di Teatro a Łódź (Polonia)
- Premio Passport, Polonia 2012
- Vincitore del premio Kinotavr, Mosca, come miglior regista, per Ossigeno
- Premio speciale della critica al Festival Kinotavr, Mosca, per Ossigeno
- Premio Nike come “scoperta del 2006” per il film Euforia, Mosca 2007
- Primo premio al XXII Festival Internazionale del Cinema di Varsavia per il film Euforia
- Premio Persona, Polonia